# 巨神兵
巨神兵（日语：巨神兵）是日本動畫導演宮崎駿在個人創作的漫画《风之谷》、以及同名改編動畫電影裡頭，所登場的外型模樣如巨人般、擁有強大毀滅能力的人工生命体。
此角色後續有被引用在由樋口真嗣執導、庵野秀明擔任企劃的2012年特攝影片《巨神兵现身东京》之中。

## 作品描述

### 原作漫画
在作品中，巨神兵被設定成是過去世界歷史裡曾有過的巨大產業文明時期，由人類所開發出來的一批巨大人形人工生命体，它的外形為巨人模樣的戰士，並且能從口中噴射出可毀滅任何物體的高溫光束。巨神兵之後被用在一場被稱為「火之七日」的戰爭上，該場戰爭除了將世界文明給毀滅外也幾乎毀壞所有可用的巨神兵。
火之七日戰爭後的一千年，有一具碩果僅存、外形仍保持完整的巨神兵和一顆用來啟動其兵器的秘石被埋在名叫培吉特市國的地底下，而該具巨神兵和秘石之後被培吉特市人民在地底坑道中給發現。由於巨神兵的發掘被軍事國家多魯美奇亞帝國給聽聞，為了持有巨神兵決定攻打與摧毀培吉特市，亡國培吉特市的公主拉絲黛兒在國家被摧毀時率領少數倖存的市民搭上唯一的飛行貨船往鄰國請求庇護，但在逃難的過程中遭到多魯美奇亞軍隊的追殺、躲進腐海停留時被地蟲給查獲，加上有人殺害地蟲引來地蟲群的攻擊使貨機墜機焚毀不幸罹難，她在臨終前將秘石交付給來救援的主角娜烏西卡，要求她把秘石轉交給自己的兄長阿斯貝魯不讓秘石被多魯美奇亞軍隊給奪走。後來巨神兵被由多魯美奇亞帝國所產生對立的國家土鬼諸侯國聯合給奪走，因位於土鬼國內聖都修瓦中的一座巨大陵墓裡藏有著自過去文明留下的生物改造技術，便讓土鬼的新統治者納姆利斯想以陵墓裡的技術將巨神兵復活。當娜烏西卡來到土鬼境內要打倒納姆利斯而陷入險境時，她持有的秘石喚醒被修復後的巨神兵。剛甦醒的巨神兵心智狀態雖仍處在像是幼兒般，但對持有秘石的娜烏西卡產生一股親密感，除了立即幫娜烏西卡解圍外並將她视为自己的母亲。
娜烏西卡面對到原先內心想摧毀掉一切、但對方將自己視為母親的巨神兵後，開始試著與巨神兵溝通相處。在相處的過程中娜烏西卡除賜予巨神兵名為「奧瑪」的名字外，並告訴奧瑪她內心有著想摧毀那座位在聖都修瓦、利用古文明改造技術玩弄世上所有的生命、引發這所有一切事件根源的陵墓。當奧瑪得知娜烏西卡的想法後除了表示願意協助她一臂之力外也展現出心智從原先像幼兒一樣、立即發展成如成年人般地思考的驚人成長力。來到修瓦陵墓後的奧瑪，雖然遭到對方武力攻擊而身軀嚴重毀損；但也以口中發出的光束回擊陵墓建築本體。娜烏西卡在陵墓被摧毀後對為了她而即將逝去的奧瑪的內心感到很愧疚與感激，奧瑪在臨終前對娜烏西卡表示著說出自己是她內心感到引以為傲的兒子。

### 動畫電影
在1984年推出的《風之谷》動畫電影版中，巨神兵登場現身那一段的原画部份，是由庵野秀明所负责處理。另，早期香港上映的版本其名稱曾改為「毀滅戰神」。
雖如同漫畫版般的設定是在培吉特市的地底坑被發現，但動畫版巨神兵不同於漫畫版往後的描述並沒有表現出擁有自我性格、能與人会話的一面，而是一具純粹聽從指令、執行攻擊的兵器。
動畫版巨神兵在劇情上，被安排成是多鲁美奇亚的公主库夏娜用來對付一大群因內心發怒而朝向人類攻擊、被稱為「王蟲」的巨型蟲族。其中因為庫夏娜啟動巨神兵的時機過於倉促，巨神兵在尚未復元完成的狀態下移動時身軀便开始出現潰爛的情況。之後巨神兵朝向王蟲大群發射幾發光束後肉体便完全碎裂瓦解。

## 宮崎駿的自評
宮崎駿認為「技術」這種東西，在本質上代表著是中立與純真。而由人類打造出的機器中，那些機器的思想是由製造的人類所賦予，也就是代表忠心與自我奉獻的精神。因此當自己把漫畫裡的巨神兵塑造成是一個內心純真的角色時，雖然會讓劇情上不好處理，但也代表著是隱藏在自己心中對純真事物的渴望。

## 影響
吉卜力工作室的製作人铃木敏夫曾在2009年邀請庵野秀明到廣播節目上對談，當時鈴木敏夫提問了對方所執導的電視動畫《新世紀福音戰士》裡登場的巨人型兵器EVA，是否就是受巨神兵所影響時，庵野秀明則回應確實是如此。該段廣播的對話，隨後有收錄到《风之谷》蓝光版影碟的特別附加內容《娜乌西卡与福音战士！巨神兵的下落究竟是？》裡頭。
往後庵野秀明在東京都現代美術館籌辦主題為展現日本過去至今的特攝技術、名為「馆长 庵野秀明特摄博物馆 从迷你模型看昭和平成的技术」的展覽時，計劃替該展覽拍攝一部以巨神兵為主題的數分鐘特攝影片。之後宮崎駿以「娜乌西卡不得出场」的條件下，同意將巨神兵授權給庵野秀明作為影片的題材。
隨後由庵野秀明擔任企劃、樋口真嗣負責執導、前田真宏为劇中设计所完成的影片《巨神兵现身东京》，在2012年7月10日於展覽上公開，劇情方面是巨神兵入侵了現代的東京、將城市裡街道給摧毀的內容。此影片的加長版，是附加於同年11月17日上映的动画电影《福音战士新剧场版：Q》裡頭，加長版的內容差別是使用了展覽版裡未採用的電腦CG技術來修飾畫面、以及調整了音效呈現效果。